# Humbert Grange
Humbert Grange, né le 8 mai 1830 à Aiguebelle (Savoie) et mort le 16 mai 1889 à Aiguebelle, est un député savoyard, membre du parti de l'Union des droites.

## Biographie
Propriétaire, ingénieur et maitre de forges aux hauts-fourneaux de Randens, après l'annexion de la Savoie, il se présente le 1er juin 1863, comme député d'opposition dans la 2e circonscription de Savoie. Non élu, il se représente le 7 janvier 1872, et sera élu. Fortement appuyé par l'archevêque de Chambéry,
François Hautin, sa candidature n'est due que sous la menace de pêché grave s'ils ne votaient pas pour Sieur Grange. Positionné à droite, il se prononcera pour la démission de Thiers et contre l'amendement Wallon.